# Етнографічний реалізм
У сфері антропології та інших суспільних наук етнографія є формою дослідження, яка спирається на низку джерел даних, але зазвичай покладається переважно на спостереження учасників. Однак цей термін також відноситься до продукту цього типу дослідження, який, звичайно, зазвичай приймає текстову форму. У результаті етнографія також іноді розглядається як жанр письма, який використовується для опису моделей соціальної взаємодії людей у певних контекстах.
У контексті етнографії термін «реалізм» часто відображає певні припущення про об’єкти дослідження та способи їх розуміння. Водночас «етнографічний реалізм» стосується особливого стилю письма, у якому автор подає свої спостереження та досвід так, щоб читач відчував себе безпосереднім учасником подій. Цей підхід дозволяє створити ефект присутності та залученості, наче читач сам спостерігає або переживає описані ситуації. Твір, написаний з використанням етнографічного реалізму, можна назвати реалістичною етнографією та класифікувати як піджанр етнографії.

## Стилі етнографічного реалізму
Джордж Маркус і Дік Кушман описали та класифікували реалістичні етнографії за певними характеристиками.
- Підсумковий опис
- Всезнаюча оповідь
- Рідне тлумачення
- Узагальнення
- Жаргон